# Рошіорі (Біхор)
Рошіорі (рум. Roșiori) — село у повіті Біхор в Румунії. Адміністративний центр комуни Рошіорі.
Село розташоване на відстані 448 км на північний захід від Бухареста, 20 км на північ від Ораді, 135 км на північний захід від Клуж-Напоки.

## Населення
За даними перепису населення 2002 року у селі проживали 1324 особи.
Національний склад населення села:
| Національність | Кількість осіб | Відсоток |
| -------------- | -------------- | -------- |
| угорці         | 1047           | 79,1%    |
| цигани         | 166            | 12,5%    |
| румуни         | 108            | 8,2%     |

Рідною мовою назвали:
| Мова      | Кількість осіб | Відсоток |
| --------- | -------------- | -------- |
| угорська  | 1052           | 79,5%    |
| циганська | 161            | 12,2%    |
| румунська | 108            | 8,2%     |